# یواس‌اس رینگنس (دی‌یی-۵۹۰)
یواس‌اس رینگنس (دی‌یی-۵۹۰) (به انگلیسی: USS Ringness (DE-590)) یک کشتی بود که طول آن ۳۰۶ فوت (۹۳ متر) بود. این کشتی در سال ۱۹۴۴ ساخته شد.